# PROP1
PROP1 (англ. PROP paired-like homeobox 1) – білок, який кодується однойменним геном, розташованим у людей на короткому плечі 5-ї хромосоми. Довжина поліпептидного ланцюга білка становить 226 амінокислот, а молекулярна маса — 24 984.
| 10         |  | 20         |  | 30         |  | 40         |  | 50         |
| ---------- |  | ---------- |  | ---------- |  | ---------- |  | ---------- |
| MEAERRRQAE |  | KPKKGRVGSN |  | LLPERHPATG |  | TPTTTVDSSA |  | PPCRRLPGAG |
| GGRSRFSPQG |  | GQRGRPHSRR |  | RHRTTFSPVQ |  | LEQLESAFGR |  | NQYPDIWARE |
| SLARDTGLSE |  | ARIQVWFQNR |  | RAKQRKQERS |  | LLQPLAHLSP |  | AAFSSFLPES |
| TACPYSYAAP |  | PPPVTCFPHP |  | YSHALPSQPS |  | TGGAFALSHQ |  | SEDWYPTLHP |
| APAGHLPCPP |  | PPPMLPLSLE |  | PSKSWN     |  |            |  |            |

A: Аланін

C: Цистеїн

D: Аспарагінова кислота

E: Глутамінова кислота

F: Фенілаланін

G: Гліцин

H: Гістидин

I: Ізолейцин

K: Лізин

L: Лейцин

M: Метіонін

N: Аспарагін

P: Пролін

Q: Глутамін

R: Аргінін

S: Серин

T: Треонін

V: Валін

W: Триптофан

Задіяний у такому біологічному процесі, як поліморфізм. 
Білок має сайт для зв'язування з ДНК. 
Локалізований у ядрі.